# Myeongseok-myeon
Myeongseok-myeon (koreanska: 명석면) är en socken i den södra delen av Sydkorea, 275 km söder om huvudstaden Seoul. Den ligger i kommunen Jinju i provinsen Södra Gyeongsang.